# ГЕС Dàguǎngbà
ГЕС Dàguǎngbà (大广坝水电站) — гідроелектростанція на півдні Китаю у острівній провінції Хайнань. Знаходячись перед ГЕС Gēzhěn, входить до складу каскаду на річці Changhua, яка впадає до Тонкінської затоки на північно-західному узбережжі острова.
У межах проекту долину річки перекрили комбінованою греблею висотою 55 метрів і довжиною 6007 метрів, яка включає розташовану в руслі бетонну ділянку завдовжки 713 метрів та прилеглі обабіч значно довші насипні секції. Гребля утримує витягнуте на 52 км водосховище з площею поверхні 99 км2, об'ємом 1,7 млрд м3 (корисний об'єм 1,3 млрд м3) та нормальним рівнем поверхні на позначці 140 метрів НРМ.
Через чотири водоводи довжиною по 110 метрів з діаметром по 5 метрів ресурс зі сховища подається до спорудженого у підземному виконанні пригреблевого машинного залу, котрий має розміри 87х14 метрів при висоті 32 метри. Тут розмістили чотири турбіни типу Френсіс потужністю по 60 МВт, які використовують напір до 87 метрів (номінальний напір 73 метра) та забезпечують виробництво 504 млн кВт-год електроенергії на рік.
Відпрацьована вода потрапляє до двох тунелів завдовжки 0,42 км та 0,43 км з діаметрами по 8 метрів. У складі відвідної системи також працює вирівнювальна камера висотою 32 метра з перетином 8х55 метрів.
Видача продукції відбувається по ЛЕП, розрахованій на роботу під напругою 220 кВ.
Під час спорудження станції провели виїмку 1,1 млн м3 та відсипку 7,8 млн м3 породи, а також використали 860 тис. м3 бетону.